# Dapeng, Jiangsu
Dapeng (kinesiska: 大彭, 大彭镇) är en köping i Kina. Den ligger i provinsen Jiangsu, i den östra delen av landet, omkring 290 kilometer nordväst om provinshuvudstaden Nanjing. Antalet invånare är 52219. Befolkningen består av 27 689 kvinnor och 24 530 män. Barn under 15 år utgör 18,0 %, vuxna 15-64 år 70 %, och äldre över 65 år 10,0 %.
Genomsnittlig årsnederbörd är 961 millimeter. Den regnigaste månaden är juli, med i genomsnitt 205 mm nederbörd, och den torraste är januari, med 12 mm nederbörd.